# Alberto Spencer
Alberto Pedro Spencer Herrera (Ancón, 6 de dezembro de 1937 — Cleveland, 3 de novembro de 2006), foi um futebolista e treinador equatoriano.
Lenda do Peñarol e maior nome do futebol equatoriano, sendo eleito o 20º melhor jogador de futebol sul-americano do século 20 em uma votação da IFFHS em 2004.[carece de fontes?] Spencer é o máximo artilheiro da Libertadores, com 54 gols em 87 jogos.

## Biografia

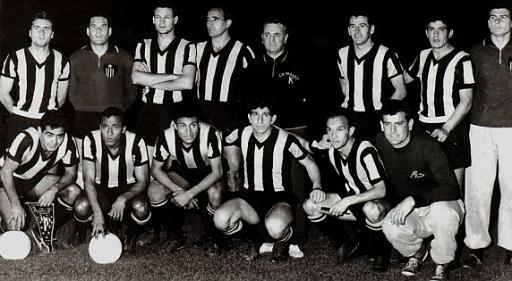
O clube uruguaio Peñarol, campeão da Copa Libertadores da América de 1961 com destaque para Spencer (o segundo agachado, da esquerda para a direita)

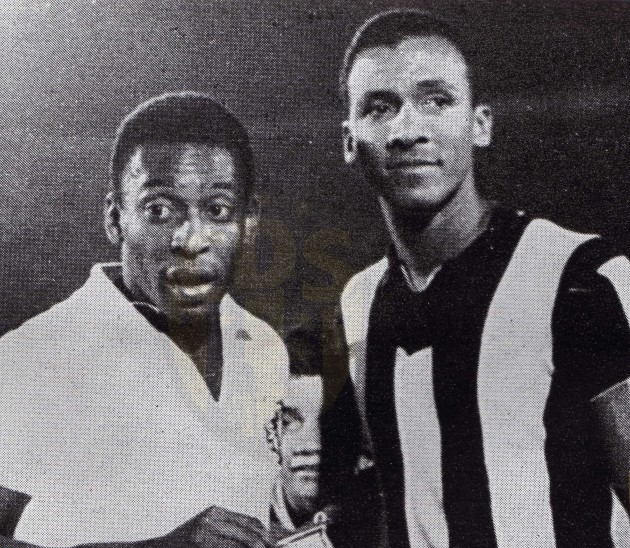
Spencer e Pelé se cumprimentam antes da final da Copa Libertadores da América de 1962

Nascido en Ancón, Alberto Spencer era filho do jamaicano de origem britânica Walter Spencer e da equatoriana América Herrera. Aos nove anos de idade, Spencer perdeu seu pai.
Em 1954, foi levado pelo seu irmão, também futebolista, para fazer um teste no Círculo Deportivo Everest, de Guayaquil. No ano seguinte, foi promovido à equipe principal do clube. Sua estreia profissional ocorreu em 29 de junho de 1955, diante do Emelec. Seu primeiro gol foi marcado uma semana depois, em 7 de julho, aos 78 minutos e de cabeça, sobre o 9 de Octubre. Seu primeiro gol internacional também foi de cabeça, no dia 1 de agosto de 1956, sobre o Deportes Tolima da Colômbia.
Na inauguração do Estadio Modelo de Guayaquil, em 24 de julho de 1959, Spencer marcou dois gols sobre o Huracán da Argentina. Dois dias depois, fez uma grande partida contra o Peñarol, o que chamou a atenção do técnico do clube uruguaio Hugo Bagnulo. Alberto Spencer foi contratado pelo Peñarol, despedindo-se do futebol equatoriano em um amistoso entre Everest e Palmeiras, ocorrido no dia 17 de fevereiro de 1960.
Sua estreia no Peñarol deu-se em 8 de março de 1960, na vitória do clube uruguaio por 6 a 3 sobre o Atlanta de Argentina. Spencer marcou 3 gols. Dias depois, marcou 2 gols sobre o Tigre da Argentina, demonstrando que logo que seria artilheiro e ídolo do clube. 
Ainda em 1960, foi campeão da Copa Libertadores da América sobre o Olímpia, anotando um gol na final. Também marcou o único gol do Peñarol na Copa Intercontinental; seu clube, porém, perdeu o título para o Real Madrid. A redenção viria no ano seguinte: marcou dois gols na Copa Intercontinental de 1961 sobre o Benfica, ajudando o Peñarol a conquistar o título. Em 1966, novamente contra o Real Madrid, marcou 3 gols e foi novamente campeão da competição. Spencer ainda conquistou as Libertadores de 1961 (anotando um gol sobre o Palmeiras) e de 1966 (com 3 gols sobre o River Plate). Também foi oito vezes campeão uruguaio pelo Peñarol e uma vez equatoriano pelo Barcelona.
Spencer vestiu a camisa de duas seleções: a do Equador e a do Uruguai. Encerrou a carreira em 1972, após ter marcado um total de 528 gols. Considerado o melhor jogador de futebol do Equador de todos os tempos, Spencer faleceu no dia 3 de novembro de 2006, aos 68 anos de idade, devido a um problema cardíaco. Em seus últimos anos de vida, Spencer trabalhou como cônsul-geral do Equador no Uruguai.

## Títulos
Peñarol
- Copa Intercontinental: 1961, 1966
- Copa Libertadores da América: 1960, 1961, 1966
- Recopa dos Campeões Intercontinentais: 1969
- Campeonato Uruguaio: 1959, 1960, 1961, 1962, 1964, 1965, 1967 e 1968.

Barcelona-EQU
- Campeonato Equatoriano: 1971.

## Estatísticas

### Artilharias
- Copa Intercontinental de 1966 (3 gols)
- Copa Libertadores da América de 1960 (7 gols)
- Copa Libertadores da América de 1962 (6 gols)
- Campeonato Uruguaio de 1961 (18 gols)
- Campeonato Uruguaio de 1962 (17 gols)
- Campeonato Uruguaio de 1967 (11 gols)
- Campeonato Uruguaio de 1968 (8 gols)

### Gols internacionais
Expanda a caixa de informações para conferir todos os jogos deste jogador, pela sua seleção nacional.
|     | Data                   | Local                      | Resultado | Adversário | Gol(s) | Competição               |
| --- | ---------------------- | -------------------------- | --------- | ---------- | ------ | ------------------------ |
| 1.  | 6 de dezembro de 1959  | Estádio Modelo, Guaiaquil  | 0–4       | Uruguai    | 0      | Sul-Americano 1959       |
| 2.  | 12 de dezembro de 1959 | Estádio Modelo, Guaiaquil  | 1–1       | Argentina  | 0      | Sul-Americano 1959       |
| 3.  | 19 de dezembro de 1959 | Estádio Modelo, Guaiaquil  | 1–3       | Brasil     | 0      | Sul-Americano 1959       |
| 4.  | 25 de dezembro de 1959 | Estádio Modelo, Guaiaquil  | 3–1       | Paraguai   | 1      | Sul-Americano 1959       |
| 5.  | 4 de dezembro de 1960  | Estádio Modelo, Guaiaquil  | 3–6       | Argentina  | 1      | Elim. Copa do Mundo 1962 |
| 6.  | 15 de agosto de 1965   | Estádio Modelo, Guaiaquil  | 2–2       | Chile      | 1      | Elim. Copa do Mundo 1966 |
| 7.  | 22 de agosto de 1965   | Estádio Nacional, Santiago | 1–3       | Chile      | 1      | Elim. Copa do Mundo 1966 |
| 8.  | 12 de outubro de 1965  | Estádio Nacional, Lima     | 1–2       | Chile      | 0      | Elim. Copa do Mundo 1966 |
| 9.  | 11 de junho de 1972    | Machadão, Natal            | 0–3       | Portugal   | 0      | Taça Independência       |
| 10. | 14 de junho de 1972    | Machadão, Natal            | 1–2       | Chile      | 0      | Taça Independência       |
| 11. | 21 de junho de 1972    | Arruda, Recife             | 1–1       | Irã        | 0      | Taça Independência       |

### Recordes
- 5º maior artilheiro do Campeonato Uruguaio: 113 gols em 166 jogos
- Maior artilheiro da história da Copa Libertadores da América: 54 gols em 87 jogos
- Marcou o primeiro hat-trick da Copa Libertadores da América em 1960
- 2º maior artilheiro da história do Peñarol: 326 gols em 519 jogos
- 2º maior artilheiro da história da Copa Intercontinental: 6 gols em 6 jogos